# Habenaria itatiayae
Habenaria itatiayae är en orkidéart som beskrevs av Rudolf Schlechter. Habenaria itatiayae ingår i släktet Habenaria och familjen orkidéer. Inga underarter finns listade i Catalogue of Life.